# Гадичево (Гомельский район)
Гадичево (бел. Гадзі́чава) — деревня в Марковичском сельсовете Гомельского района Гомельской области Республики Беларусь.

## География

### Расположение
В 41 км на юго-восток от Гомеля, 4 км от железнодорожной станции Кравцовка (на линии Гомель — Чернигов).

### Гидрография

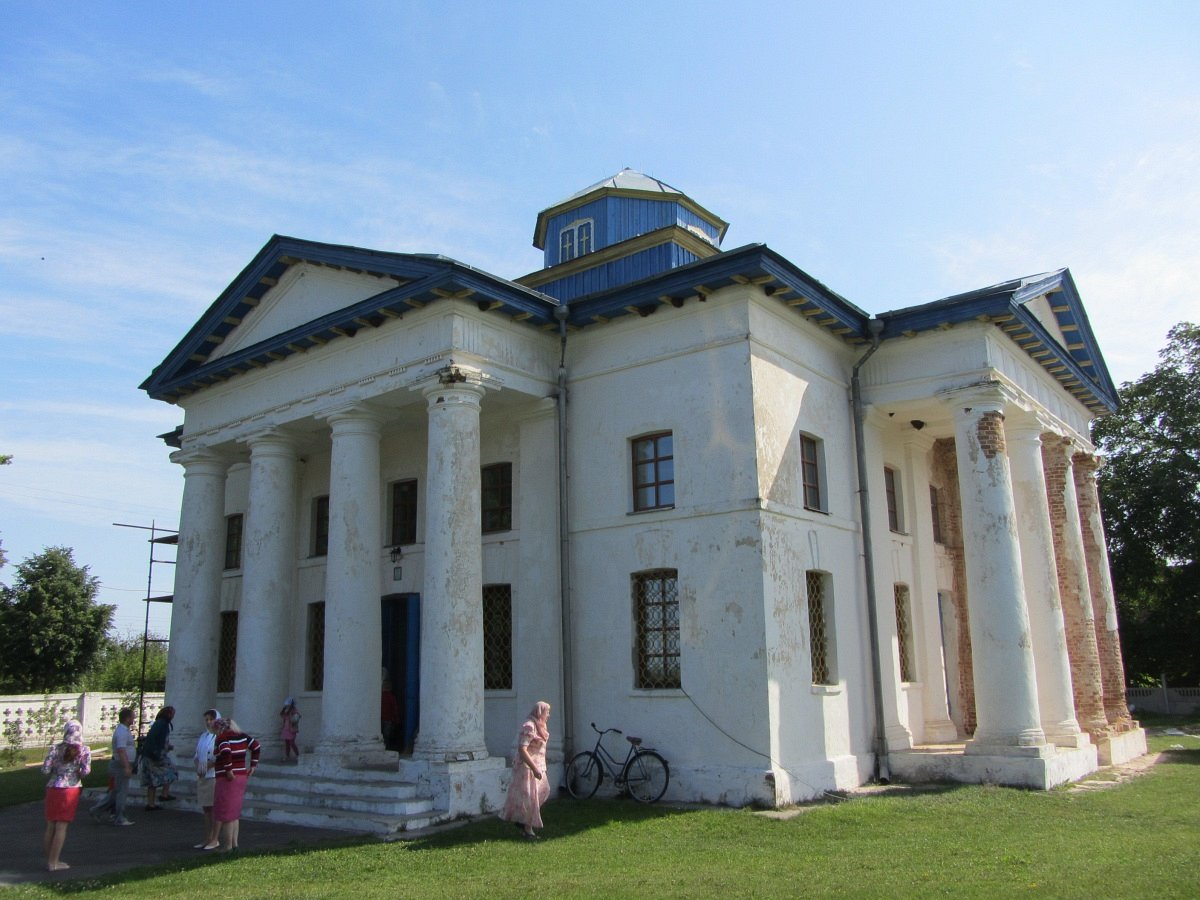
Храм Святой великомученицы Екатерины

На реке Быковка (приток реки Немыльня).

## Транспортная сеть
Транспортные связи по просёлочной, затем автомобильной дороге Будище — Гомель. Планировка состоит из прямолинейной широтной улицы, в центре какой хозяйственные и общественные строения. Застройка двусторонняя, деревянная, усадебного типа.

## История
Обнаруженное археологами поселение культуры типа верхнего слоя Банцеровской культуры и эпохи Киевской Руси (в 2,5 км на запад от деревни) свидетельствуют про заселение этих мест с давних времён. По письменным источникам известна с XVIII века как село в Гомельском старостве Речицкого повета Минского воеводства Великого княжества Литовского.
В 1770 году 122 двора. После 1-го раздела Речи Посполитой (1772 год) в Российской империи. С 1775 года в составе поместья графа П.А. Румянцева-Задунайского, а затем графа И.Ф. Паскевича, в Марковичской волости Белицкого. В 1816 году 192 мужских, 170 женских крестьянских душ. С 1852 года Гомельского уезда. В 1834 году в Николаевской экономии Гомельского поместья. В 1-й половине XIX века в центре деревни построена кирпичная церковь Св. Екатерины с элементами классицизма (сейчас памятник архитектуры).  Автор проекта - английский архитектор Джон Кларк. В 1882 году, село, 178 дворов, 905 жителей, в Марковичской волости Гомельского уезда, кроме земледелия крестьяне занимались слесарным и столярным ремеслом. В 1886 году работала ветряная мельница. Согласно переписи 1897 года располагались церковь, школа грамоты, лавка, трактир. В 1909 году 3026 десятин земли, школа (здание построено в 1912 году), православная церковь, мельница.
С 8 декабря 1926 года по 30 декабря 1927 года центр Гадичевского сельсовета Носовичского, с 4 августа 1927 года Тереховского районов Гомельского округа. В 1930 году организован колхоз, работали кирпичный завод (88 рабочих), 3 ветряные мельницы, колодочная мастерская (48 рабочих). Во время Великой Отечественной войны погибли 120 жителей, в память о них в 1957 году в центре деревни установлен обелиск. В 1959 году в составе колхоза «Красный стяг» (центр — деревня Марковичи).

## Население

### Численность
- 2004 год — 93 хозяйства, 187 жителей.

### Динамика
- 1770 год — 122 двора.
- 1816 год — 80 дворов, 362 жителя.
- 1834 год — 130 дворов, 730 жителей.
- 1886 год — 171 двор, 955 жителей.
- 1897 год — 215 дворов, 1181 житель (согласно переписи).
- 1909 год — 267 дворов, 1757 жителей.
- 1959 год — 705 жителей (согласно переписи).
- 2004 год — 93 хозяйства, 187 жителей.

## Культура
- Дом культуры

### Традиции
- Обряд «Вождение Сулы». Обряд получил статус историко-культурной ценности в 2019 году и включён в Государственный список историко-культурных ценностей Республики Беларусь.

## События и мероприятия
- Обряд «Вождение Сулы» (21 апреля 2025, Гадичево, Марковичи).

## Достопримечательность
- Храм Святой великомученицы Екатерины (первая половина XIX века) —  Историко-культурная ценность Республики Беларусь, шифр 312Г000205.

### Памятник, скульптура
- Памятник В. И. Ленину